# Bosco di Bruzzano
Il Bosco di Bruzzano è un parco della città di Milano, situato sul fianco orientale dell'omonimo quartiere, da cui prende il nome. Istituito nel 1968, salvando alcuni appezzamenti agricoli dalle edificazioni selvagge che hanno invaso il nord di Milano negli anni del boom economico, fa ora parte del Parco Nord, di cui rappresenta la propaggine sudoccidentale.

## Storia
Le aree su cui sorge il parco erano vincolate all'uso agricolo ancor prima che nel 1923 il comune di Affori, di cui Bruzzano era parte, venisse incorporato nel capoluogo e quei vincoli, negli anni delle massicce migrazioni interne e dell'esasperata espansione edilizia di Milano, furono fatti valere. Di fatto, l'area fu eretta a parco prima che il complesso iter istitutivo del parco regionale Nord Milano fosse completato nel 1975 e solo a questo punto ne divenne parte integrante. In quello stesso anno il Bosco di Bruzzano costituiva l'unica area effettivamente trasformata a verde pubblico del neonato Parco Nord.
Subito a ovest del parco, in una cascina dell'inizio del Novecento di notevole interesse stilistico e architettonico, la Cassina Anna già proprietà dei Visconti di Modrone, è situata la biblioteca comunale del quartiere, con la più importante collezione di testi sull'ecologia e l'ambiente (ecoteca) del sistema bibliotecario milanese. Poco a sud, un castello visconteo del quattrocento attualmente residenza privata.

## Alberi e attrezzature

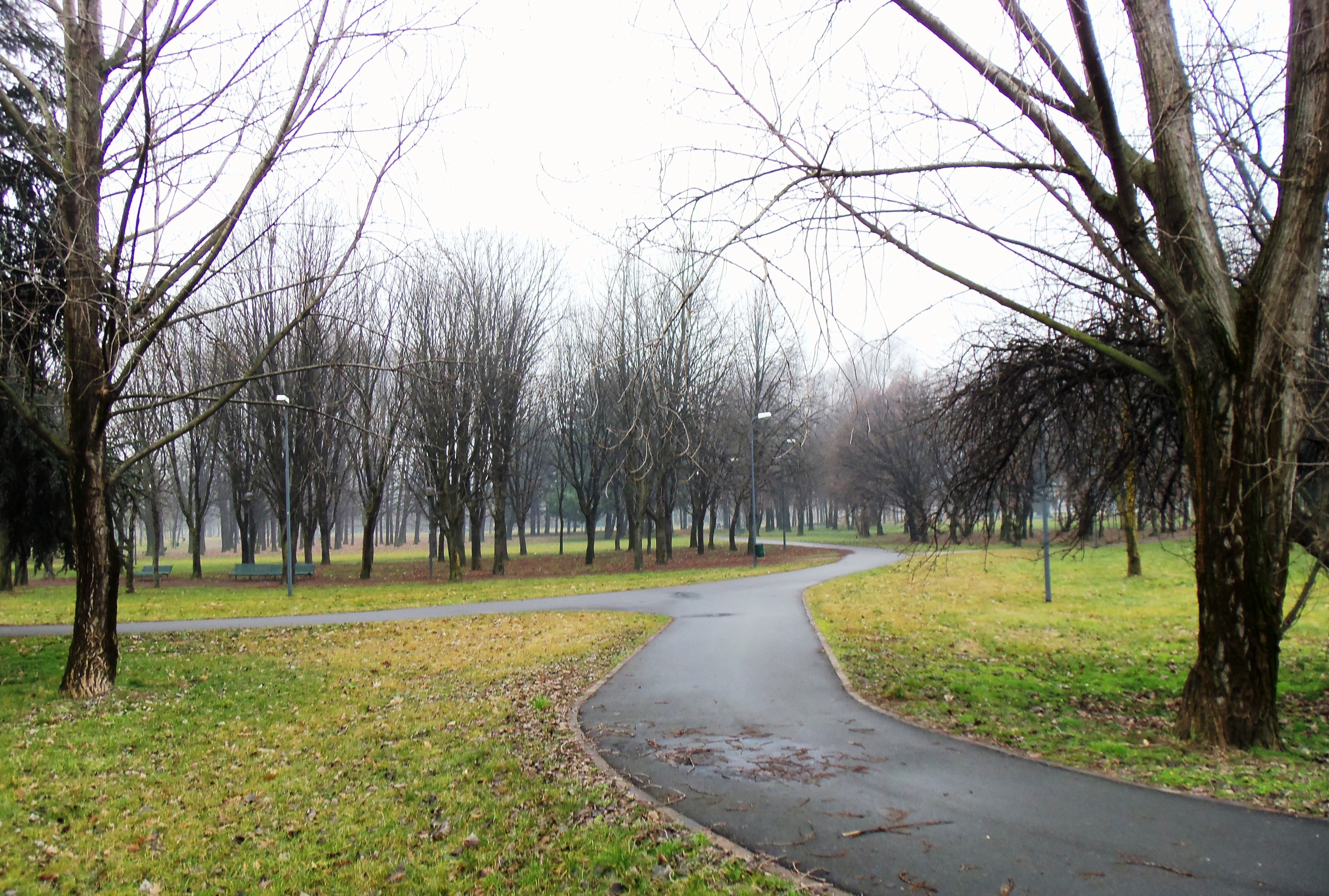
Bosco di Bruzzano, l'ingresso principale

Da segnalare una maestosa coppia di cedri dell'Himalaya; tra le altre essenze, numerosi gli abeti rossi poi, quercia rossa, platano comune, ippocastano, alcune varietà di aceri, betulla, tiglio, frassino meridionale, carpino, olmo, pioppo cipressino, robinia e il pruno.
Le attrezzature annoverano un'area giochi recintata per i bambini e un campo per il gioco delle bocce; le piste ciclabili sono tracciate per l'attraversamento e i percorsi dell'intero Parco Nord. Di recente realizzazione è il percorso dedicato all'attività motoria tra il Bosco e l'area del Lago Niguarda del parco con l'installazione di varie attrezzature sportive.